# Houleye Ba
Houleye Ba (ur. 17 lipca 1992) – mauretańska biegaczka średniodystansowa. 
Na Letnich Igrzyskach Olimpijskich 2016 wzięła udział w biegu na 800 metrów kobiet, gdzie odpadła w eliminacjach z czasem 2:43,52.